# Праде (Копар)
Праде (словен. Prade, итал. Prade) је насељено место у општини Копар, Обално-Крашка регија, Словенија.

## Историја
До територијалне реорганизације у Словенији биле су у саставу старе општине Копар.

## Становништво
У попису становништва из 2011. године, Праде су имале 1.129 становника.
| Број становника према пописима | Број становника према пописима | Број становника према пописима |
| ------------------------------ | ------------------------------ | ------------------------------ |
| 1991                           | 2002                           | 2011                           |
| 652                            | 946                            | 1.129                          |

Напомена: Године 1989. настала издвајањем дела из насеља Бертоки.